# Gustav Schmaltz

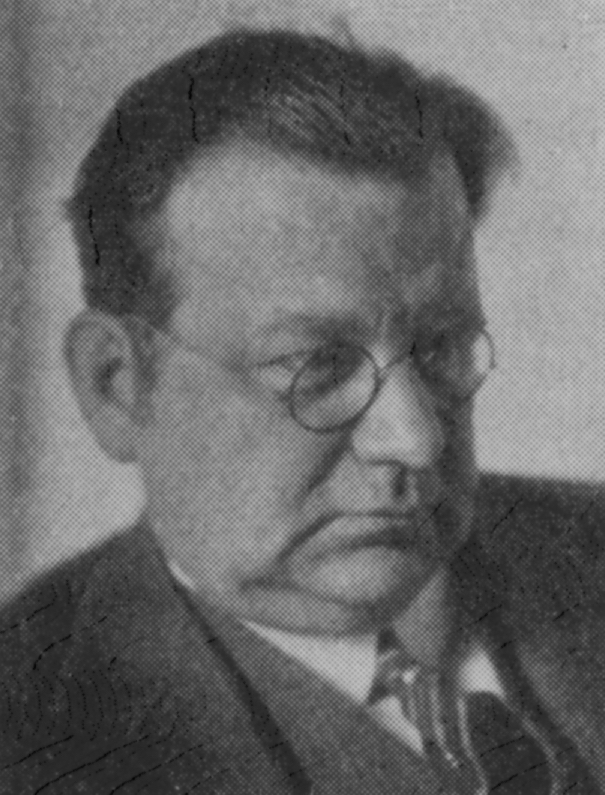
Gustav Schmaltz, vor 1932

Gustav Schmaltz (* 25. Mai 1884 in Offenbach am Main; † 13. Juli 1959 in Frankfurt am Main) war ein deutscher Ingenieur, Unternehmer, Materialwissenschaftler, Physiologe, Psychotherapeut und Hochschullehrer. 

## Leben
Gustav Schmaltz wurde als Sohn des Offenbacher Fabrikanten August Schmaltz geboren. Nach dem Abitur in Offenbach studierte Schmaltz an der Universität Leipzig, an der Technischen Hochschule Stuttgart und an der Technischen Hochschule Hannover. In Hannover wurde er 1906 Mitglied des Corps Slesvico-Holsatia. Nach Auslandstätigkeiten in Frankreich, England und den Vereinigten Staaten von Amerika trat er 1911 in Offenbach in die väterliche Holzbearbeitungsmaschinenfabrik Gebr-Schmaltz ein, deren Leitung er als Alleininhaber im Jahre 1920 übernahm. 1920 wurde er in Darmstadt zum Dr.-Ing. promoviert. Als Unternehmer war er Vorsitzender des Vereins Deutscher Holzbearbeitungsmaschinenfabriken, Mitglied des Vorstandes des Vereins Deutscher Maschinenbau-Anstalten und des Vereins Deutscher Werkzeugmaschinenfabriken sowie Mitglied des Vereins Deutscher Ingenieure (VDI).
Neben seiner unternehmerischen Tätigkeit baute er ein vielseitiges physikalisches Laboratorium auf, in dem er sich mit experimentellen Untersuchungen über technische Messmethoden und physiologische Fragestellungen auseinandersetzte. In seiner technischen Forschung begründete er die Technische Oberflächenkunde. 1927 ernannte ihn die Technische Hochschule Hannover zum Honorarprofessor. Zur Charakterisierung technischer Oberflächen entwickelte er das nach ihm benannte Lichtschnittgerät. Später war er Professor am Physikalischen Institut der Universität Frankfurt.
Zunehmend wandte er sich der Psychotherapie zu und wurde Anhänger von Carl Gustav Jung, bei dem er sich von 1928 bis 1930 in Zürich aufhielt. Im Zuge der Machtübergabe an die Nationalsozialisten wurde er im März 1933 Mitglied der NSDAP. Er gehörte dem Vorstand der C. G. Jung-Gesellschaft an und war zur Zeit des Nationalsozialismus Mitarbeiter am Deutschen Institut für psychologische Forschung und Psychotherapie. Auch für Psychotherapie wurde er Professor an der Universität Frankfurt. Er entwickelte bis 1949 einen Komplextest zur Untersuchung der unbewussten Struktur eines Menschen, den er in der Untersuchung von Ulcus-Kranken anwendete.
1958 war er der erste unabhängige Mediziner, der Grünenthal auf Nebenwirkungen des Thalidomid aufmerksam machte.
Zu seinen akademischen Schülern gehörte der Physiker Walter Graffunder und der Psychiater und Psychoanalytiker Hanscarl Leuner.

## Auszeichnungen
- Im Ersten Weltkrieg wurde er mit dem Eisernen Kreuz 2. und 1. Klasse ausgezeichnet.
- Für seine Forschungen über die Funktion des Ohrlabyrinths verlieh ihm die Universität Frankfurt am Main 1925 die Ehrendoktorwürde eines Dr. med. h. c.[7]
- Für die Erhebung der technischen Oberflächenkunde zu einem neuen Forschungsgebiet wurde ihm 1953 das VDI-Ehrenzeichen verliehen.[3]

## Schriften
- Die Methoden des Ordnens und ihre Anwendung auf technische Zwecke. Berlin, 1920.
- Die physikalischen Grundlagen der kalorischen Vestibularreizung. In: Medizinische Klinik. Wochenschrift fur praktische Aerzte, Jahrgang 1923, Nr. 16.
- Über die Messung magnetischer Felder mit Hilfe stromdurchflossener Flüssigkeitsstrahlen. In: Zeitschrift für Physik A Hadrons and Nuclei. Band 35, Heft 1, 1925, S. 22–26.
- Versuche zu einer Theorie des Erregungsvorganges im Ohrlabyrinth. In: Pflügers Archiv – European Journal of Physiology. Band 207, Heft 1, 1925, S. 125–128.
- Über die Reizvorgänge an den Endorganen des Nervus octavus - IV. Mitteilung. Die Beziehung der M. H. Fischerschen Pulsionsreflexe zur Strömungsgeschwindigkeit der Endolymphe. In: Pflügers Archiv European Journal of Physiology. Band 217, Heft 1, 1927, S. 389–396.
- Über Glätte und Ebenheit als physikalisches und physiologisches Problem. In: Zeitschrift des Vereins Deutscher Ingenieure. 12. Oktober 1929, S. 1461–1467.
- Versuche über Den Einfluss der Stellung von Kopf und Hals zum Stamm. In: Acta Oto-laryngologica. Band 15, Nr. 2–4, 1931, S. 547–548.
- The Physical Phenomena Occurring in the Semicircular Canals during Rotatory and Thermic Stimulation. In: Proceedings of the Royal Society of Medicine - Section of Otology. May 1 1931, S. 359–381, PMC 2182348 (freier Volltext)
- Eine Methode zur Darstellung der Profilkurven rauher Oberflächen. In: Naturwissenschaften. Band 20, Heft 18, 1932, S. 315–316.
- Technische Oberflächenkunde. Feingestalt und Eigenschaften von Grenzflachen technischer Körper insbesondere der Maschinenteile. Berlin 1936.
- Östliche Weisheit und westliche Psychotherapie (= Schriftenreihe zur Theorie und Praxis der Psychotherapie. Band 1). Hippokrates Verlag, Stuttgart 1951; 2. Auflage ebenda 1953, 3. Auflage 1958.
- mit Carl Gustav Jung: Komplexe Psychologie und körperliches Symptom. Stuttgart 1955.
- Komplexe Psychologie und körperliches Symptom. Dargestellt an einem Fall von psychogener Angina pectoris. Stuttgart, 1955.